# أرقطيون بالاديني
أرقطيون بالاديني (الاسم العلمي: Arctium palladinii) هو نوع نباتي يتبع جنس الأرقطيون من الفصيلة النجمية.

## الموئل والانتشار
موطنه تركيا وكل مناطق القوقاز.